# Blattmantis
Die Blattmantis (Acanthops falcata) ist eine Fangschrecke aus der Familie der Acanthopidae. Sie wird auch als Boxermantis bezeichnet, wobei diese Trivialbezeichnung jedoch ebenfalls gänzlich oder teilweise für andere Fangschrecken, etwa für die Indische Boxermantis (Ephestiasula rogenhoferi) verwendet wird. Die recht eigentümliche Art, die ein verdorrtes Laubblatt nachahmt, erlangte eine gewisse Bekanntheit durch den auch für Fangschrecken stark ausgeprägten Sexualdimorphismus.

## Merkmale

Illustration eines Männchens

Sowohl das Weibchen als auch das Männchen der Blattmantis können eine Körperlänge von meist etwa 50, maximal etwa 60 Millimetern und erreichen, womit beide Geschlechter die gleichen Körperausmaße erlangen können, was für Fangschrecken ungewöhnlich ist. Diese Maße lassen die Blattmantis zu den eher kleineren Vertretern der Ordnung zählen. Abgesehen von der Körperlänge unterscheiden sich beide Geschlechter wie bereits in der Einleitung erwähnt, sehr voneinander. Das Weibchen besitzt anders als andere Fangschrecken auch als Imago ein nach oben gebogenes Abdomen, womit es ein gerolltes Laubblatt imitiert. Anders als die Jungtiere von Fangschrecken, bei denen die Flügel bislang nur als Ansätze entwickelt sind, bedecken die Flügel des ausgewachsenen Weibchens der Blattmantis das Abdomen komplett. Dennoch ist wie bei anderen Fangschrecken das Weibchen hier ebenfalls nicht flugfähig. Als für Fangschrecken typische Drohgebärde werden vom Weibchen jedoch nicht Warnsignale auf dem zweiten Flügelpaar, sondern auf der sonst von den Flügeln bedeckten Oberseite des Abdomens gezeigt, bestehend aus roten Farbanteilen. Das Weibchen ist massiger als das männliche Gegenstück gebaut und kann ein Körpergewicht von 400 bis 500 Milligramm erreichen. Das Männchen ist deutlich schmaler gebaut und besitzt voll ausgebildete und längere Flügel, wodurch es im Gegensatz zum Weibchen flugfähig ist. Es wiegt etwa 200 Milligramm. Beide Geschlechter verfügen über eine variable Grundfärbung, die von gelb über pfirsichrot bis schwarz reichen kann. Die Blattmantis zählt zusammen mit einigen anderen Arten, darunter dem Totem Blatt (Deroplatys lobata), der Wandelnden Geige (Gongylus gongylodes) oder der Geistermantis (Phyllocrania paradoxa) zu den Fangschrecken, die ein verdorrtes Blatt nachahmen. Man spricht dabei von Mimese. Wie bei manchen anderen Fangschrecken sind die Augen dieser Art nach oben konisch zugespitzt.

## Vorkommen
Die Blattmantis ist in Südamerika verbreitet. Sie bewohnt mit Vorliebe tropische Regenwälder.

## Lebensweise

Schematische Illustration eines Weibchens mit geöffneten Flügeln und den Warnfarben auf dem Abdomen.

In ihrer Lebensweise gleicht die Blattmantis vielen anderen Fangschrecken. Sie lebt gut getarnt als Lauerjäger in ihrem Habitat und wartet meist regungslos auf passierende Beutetiere. Diese werden in Millisekundenschnelle mit den bedornten Fangarmen ergriffen und anschließend verzehrt. Die Beutetiere der Blattmantis sind überwiegend andere Gliederfüßer, die maximal bis zur eigenen Körpergröße des Jägers reichen können. Während das Männchen bei der Begegnung mit einem möglichen Fressfeind seine Flugfähigkeit zur Flucht nutzt, zeigt das Weibchen die Warnfarben auf dem Abdomen, indem es die Flügel öffnet und die Färbung dem Prädatoren entgegen hält.

### Fortpflanzung
Das Fortpflanzungsverhalten der Blattmantis ist bisher überwiegend in Gefangenschaft untersucht worden. Das Weibchen benötigt neun Häutungen bis zum Adultstadium, das Männchen hingegen nur acht. Auch erlangt das Weibchen nach der letzten Häutung erst zwei bis drei Wochen danach die Geschlechtsreife, das Männchen bereits eine bis zwei Wochen nach der Adulthäutung. In der Abenddämmerung lockt das Weibchen wie bei anderen Fangschrecken Männchen mittels Pheromonen an. Dieses kann sich somit dank seiner Flugfähigkeit ein Weibchen auffinden und sich diesem annähern. Die Paarung kann mindestens 20 Minuten und höchstens eine Stunde dauern. Kannibalismus während der Paarung seitens des Weibchens tritt bei der Blattmantis im Regelfall nicht auf. Dennoch versucht auch hier das Männchen nach der Paarung schnellstmöglich zu fliehen. Danach legt das Weibchen in einem Intervall von acht Tagen bis zu 15 befruchtete Ootheken ab, die eine dunkelbraune Färbung und eine längliche Form aufweisen und mit einer Länge von gut 60 Millimetern die gleiche Länge wie das Weibchen haben können. Eine Oothek kann maximal 60 Eier enthalten, wobei deren Anzahl bei den meisten Ootheken jedoch 25 bis 35 Eier beträgt. Drei bis vier Wochen nach der Ablage schlüpfen die anfangs drei bis vier Millimeter großen Jungtiere aus einer Oothek und wachsen innerhalb von zwei Monaten heran. Das Weibchen der Blattmantis kann eine Lebensdauer von maximal 1,5, das Männchen eine von einem Jahr erreichen.

## Systematik
Erstbeschreiber Carl Stål gab der Blattmantis bei seiner Erstbeschreibung 1877 bereits die Bezeichnung Acanthops falcata. Sie erhielt als Synonym von John Obadiah Westwood 1889 die Bezeichnung Acanthops angulifera und 1915 von Ermanno Giglio-Tos die Bezeichnung Acanthops griffini.